# Кекич, Никола
Никола Кекич (хорв. Nikola Kekić, 17 января 1943, село Стари-Град, Югославия) — хорватский епископ, возглавлявший Хорватскую грекокатолическую церковь (епархию Крижевцев) с 2009 по 2019 год.
Родился 17 января 1943 года в селе Стари-Град в Жумбераке. Окончил среднюю школу при францисканском институте в Загребе. После окончания школы с 1963 по 1965 год проходил службу в армии. После возвращения из армии поступил на богословский факультет Загребского университета, с 1967 года обучался в Риме, в Папском Урбанианском университете. Будучи грекокатоликом, также проходил обучение в Папской украинской коллегии святого Иосафата.
После окончания учёбы в Риме 1 ноября 1970 года крижевецкий епископ Габриэль Букатко рукоположил Кекича в священники византийского обряда. Был настоятелем нескольких приходов в Жумбераке. С 1972 года возглавлял грекокатолический центр в Карловаце. В 1977 году вернулся в Рим, учился в Папской хорватской коллегии св. Иеронима, успешно защитил диссертацию магистра богословия в Папском восточном институте, после чего возвратился на родину.
В 1984 году стал вице-ректором грекокатолической семинарии, а в 1990 году её ректором. С декабря 1984 года служит настоятелем грекокатолической церкви Кирилла и Мефодия в Загребе.
25 мая 2009 года Папа римский Бенедикт XVI назначил священника Николу Кекича епископом Крижевец, то есть главой Хорватской грекокатолической церкви, в состав которой входит только эта епархия. Предыдущий её глава, Славомир Микловш, подал в отставку из-за преклонного возраста. Епископская хиротония состоялась 4 июля 2009 года в кафедральном соборе Пресвятой Троицы в Крижевцах. Главным консекратором был епископ Славомир Микловш, а другими консекраторами — римско-католический архиепископ Загреба кардинал Йосип Бозанич и апостольский нунций в Хорватии архиепископ Марио Роберто Кассари. Епископский лозунг Кекича — «Bog je ljubav» (Бог — есть любовь).